# 愛沢えみり
愛沢 えみり（あいざわ えみり、1988年〈昭和63年〉9月1日 - ）は、日本のキャバクラ嬢、ファッションモデル、アパレル会社の社長。東京都新宿区歌舞伎町のキャバクラ「ジェントルマンズクラブ」の看板娘として雑誌『小悪魔ageha』誌上にデビュー。キャバクラ勤務と併行しながら2012年より同誌の専属モデルとして活動。キャバクラ勤務(2019年引退)とモデル活動の傍らファッションブランドの代表を務め、テレビ・ラジオ出演などもこなしている。現在は複数の事業を展開する経営者。株式会社voyage代表取締役。タレントとしてはプラチナムプロダクションに所属している。2022年8月28日から2024年3月16日まで、６人組アイドルグループ8月のエウテルペのプロデュースを行なっていた。

## 来歴
東京都新宿区歌舞伎町のキャバクラ「ジェントルマンズクラブ」に在籍していた23歳当時、2011年10月発売の『小悪魔ageha』誌11月号で同誌に初登場し、初登場ながら3ページにも及ぶ特集の題材となる。翌2012年10月発売の11月号より同誌の専属モデルとなった。2014年からは、お笑い芸人のいとうあさこ、歌手のSORA、および元アイドルで実業家の川崎希とともに、4月始動のテレビ東京の新番組『美の国のお茶会』にレギュラー出演。同月、『小悪魔ageha』の出版元にあたるインフォレストの事業停止に伴い同誌が休刊、この時期まで同誌の専属モデルを担い続けていた。同時期にはランウェイイベント「Girls Award〔ガールズアワード〕」への初出場もあった。
キャバクラ「フォーティーファイブ」への移籍を経て、9月に初写真集『愛沢えみり ファッション＆ビューティーブック Emiri』（主婦の友社）を発売。ファッションや美容、私生活などについてを綴ったファッションブックで、発売後すぐに重版が決定するに至った。2013年7月に自身初のアパレルブランドである『EmiriaWiz』をネット上に立ち上げる。2015年には自身の半生などについてを綴った初の自叙伝『キャバ嬢社長 歌舞伎町No.1嬢王 愛沢えみりとしての生き方』（主婦の友インフォス情報社）を発売。同年『小悪魔ageha』の復刊に伴い、さっそく復刊第1号から同誌の専属モデルに復帰している。翌2016年には同誌4月号にて自身初となる単独表紙。同年5月に『EmiriaWiz』一号店を新宿歌舞伎町に出店、OPEN日は入店まで最大5時間待ちであった。2017年3月には『昼職未経験のキャバ嬢が月商2億円の社長に育つまで キラキラ社長・愛沢えみりの起業術』（主婦の友社）を発売した。
2019年3月を以て、キャバクラ嬢を引退することを公表し、同年3月末日を以て正式に引退した。理由としては、10年間キャバクラ嬢を務めあげて、「そろそろ潮時かな」と感じたこと、モデル業との両立が難しくなったことを挙げた。引退後すぐにモデルも引退し、現在は会社の経営に専念している。

## アイドルプロデュース
3,500名以上の応募者の中から愛沢えみり自身がメンバーを選考し『8月のエウテルペ』通称 ハノルぺが2022年8月28日デビューした。
エウテルペとはギリシャ神話における叙事詩や音楽の女神。見る人に勇気を与えるアイドルをコンセプトにしている。 2024年3月16日をもって、メンバー6人全員が卒業し、活動終了した。

## 夜職
キャバクラ業の始動は高校在学中の18歳当時、初の勤務店は神奈川県横浜市内の横浜駅前に位置するキャバクラであった。やがて東京へ移り、六本木のキャバクラ「エマ」へ入店。当時の恋人との別れをきっかけに20歳で新宿へ移り、歌舞伎町のキャバクラ「プラウディア」へ、さらに22歳時に「ジェントルマンズクラブ」へ移籍、同店において週あたり6日の同伴出勤を継続している。2014年4月に出演したウェブ番組で月間売り上げについてを問われた際には、「誕生日の月だったら、2000後半。3000万はいってないくらい」としたうえで、うち60%が自己の収入になると回答。「フォーティーファイブ」移籍後の23歳当時、2014年8月時点までに記録した一晩あたりの売上最高額は2800万円。2019年3月の引退イベントの売り上げは2日で2億5000万円を超える。

## ブランド
キャバクラ勤務、ならびに『小悪魔ageha』の専属モデル活動の傍ら、2013年には自身のプロデュース「Emiria Wiz」を新たに発起、同様オンライン展開による販売を始動させている。「EmiriaWiz」ではキャバクラ系のドレスなども展開、月商1億5000万円の売上高を計上しているという（2015年）。2016年5月に第一号店となる店舗を新宿にてOPENした。
2023年7月末で新宿店を閉店。

## 私生活
3人姉妹の次女として神奈川県の横浜市に出生、間もなく父親の赴任に伴い大阪へ引っ越し、さらに3歳頃まで広島の祖父母のもとへ預けられたのち、大阪へ戻った1992年以降、豊中市立少路小学校を卒業する2001年まで大阪で育った。父親の転勤とともに家族で横浜へ引っ越し、横浜市立舞岡中学校から横浜市立戸塚高等学校へ入学。夜職以前の時期には短期間ながらコンビニエンスストアの店員や「109」の店員などの職を経験したという。
東京・新宿区内のマンションに在住。164センチメートルの身長に体重が39キログラム。バスト75cm、ウエスト57cm、ヒップ81cm、靴23cm。血液型はB。1週あたり6日のキャバクラ勤務の合間にひと月あたり5日間の旅行期間をとるのが普段のライフスタイル。酒が飲めない。このことについては、キャバクラ嬢として活動し始めた当初から職場や客の理解も得られていたという。
2024年になり、前年に長女を出産していたことを公表した。

## 嬢王
『小悪魔ageha』のモデル（age嬢）のなかでも抜きん出た金銭感覚を特色とする新嬢王族の代表格と言われる。同誌の専属モデルとなった2012年には、自宅にあたる超高級マンションの35階90平米の部屋を誌面に公開。8月号の誌面では、各種ハイブランド製品の購入費用や美容に掛ける費用、それらに家賃や光熱費などを含めてひと月あたり約974万円の総合出費という金銭事情が、ファッションデザイナーの武藤静香を凌ぐ全『age嬢』中第1位のお値段として注目を集めた。翌2013年にも1週あたりの支出総額およそ115万円という金銭事情が誌面（3月号）で話題となる。さらに同年6月号にあっては、各モデルの着装品の合計価格を競う企画において、水輝聖羅（約562万円）や武藤静香（786万円）を凌ぐ822万円の全身総額を計上し1位へ、「歌舞伎町の嬢王ならではの貫禄」などの評を受けるなどしている。

## 出演
テレビ
- この恋イタすぎました（日本テレビ、2022年10月14日 - 11月4日）

Webテレビ
- GX-伝説のキャバ嬢が女の子を大改革-（2021年6月24日 - 、ABEMA） - 指南役[33]

## 著書
- 『愛沢えみり ファッション&ビューティーブック Emiri』（2014年9月3日、主婦の友社）ISBN 978-4-07-297537-4[34]
- 『キャバ嬢社長 歌舞伎町No.1嬢王 愛沢えみりとしての生き方』（2015年2月19日、主婦の友インフォス情報社）ISBN 978-4-07-410301-0[35]
- 『昼職未経験のキャバ嬢が月商2億円の社長に育つまで キラキラ社長・愛沢えみりの起業術』（2017年3月15日、主婦の友社）ISBN 978-4074213689
- 『前を向く力 なにもない私が結果を出せた理由』（2019年07月26日、総合法令出版 ）ISBN 978-4862806956
- 『愛沢えみりの“一生可愛く、好きなことして自分らしく楽しく生きる!”45のマイルール』（2019年07月26日、KADOKAWA ）ISBN 978-4074213689
- 『SNS時代の幸福論 ヘルタースケルターにならないための生き方』 (2022年2月2日、KADOKAWA ) ISBN 978-4-04-605413-5

### 写真集
- 愛沢えみり LAST（2019年3月25日、トランスワールドジャパン）ISBN 978-4862562579

### 雑誌
1. ↑  『小悪魔ageha 2011年11月号』 ： “agehaちょうちょ外伝―。 歌舞伎町に咲いた冬のひまわり／新世代No.1歌舞伎ちょうちょ 愛沢えみり物語＞Profile” (p.93) 2011年11月10日発行 インフォレスト
2. ↑  『AERA 2014年3月10日号』 ： “現代の肖像：愛沢えみり＞ヒール・アップ髪で登校 バイト感覚がプロ根性に” (p.51) 速水由紀子 2014年3月10日発行 朝日新聞出版
3. 1 2 3 4  『AERA 2014年3月10日号』 ： “現代の肖像：愛沢えみり＞■あいざわ・えみり” (p.52) 速水由紀子 2014年3月10日発行 朝日新聞出版
4. ↑  『小悪魔ageha 2011年11月号』 ： “agehaちょうちょ外伝―。 歌舞伎町に咲いた冬のひまわり／新世代No.1歌舞伎ちょうちょ 愛沢えみり物語：ちょうちょであること。 Work” (p.94) 2011年11月10日発行 インフォレスト
5. ↑  『AERA 2014年3月10日号』 ： “現代の肖像：愛沢えみり＞モデルも服飾ブランドも一心不乱の熱中が生む陶酔” (p.52) 速水由紀子 2014年3月10日発行 朝日新聞出版
6. ↑  『小悪魔ageha 2011年11月号』 ： “agehaちょうちょ外伝―。 歌舞伎町に咲いた冬のひまわり／新世代No.1歌舞伎ちょうちょ 愛沢えみり物語＞初めまして♥愛沢えみりです☆☆” (p.93) 2011年11月10日発行 インフォレスト
7. 1 2  『AERA 2014年3月10日号』 ： “現代の肖像：愛沢えみり” (p.49) 速水由紀子 2014年3月10日発行 朝日新聞出版
8. ↑  『小悪魔ageha 2012年11月号』 ： “血液型別!! 今まで語られなかったage嬢恋愛白書♥＞6人目 愛沢えみり” (p.57) 2012年11月10日発行 インフォレスト
9. ↑  『小悪魔ageha 2012年11月号』 ： “愛沢えみり ageモになります♥＞Profile” (p.46) 2012年11月10日発行 インフォレスト
10. ↑  『AERA 2014年3月10日号』 ： “現代の肖像：愛沢えみり＞一心不乱・天真爛漫な歌舞伎町の嬢王” (p.49) 速水由紀子 2014年3月10日発行 朝日新聞出版